# Залесе (гміна Сім'ятичі)
Залесе (пол. Zalesie) — село в Польщі, у гміні Сім'ятичі Сім'ятицького повіту Підляського воєводства.
Населення — 66 осіб (2011).
У 1975-1998 роках село належало до Білостоцького воєводства.

## Демографія
Демографічна структура станом на 31 березня 2011 року:
|          | Загалом | Допрацездатний вік | Працездатний вік | Постпрацездатний вік |
| -------- | ------- | ------------------ | ---------------- | -------------------- |
| Чоловіки | 38      | 10                 | 20               | 8                    |
| Жінки    | 28      | 7                  | 12               | 9                    |
| Разом    | 66      | 17                 | 32               | 17                   |